# 辛甲
辛甲，西周初太史。也作“辛甲大夫”。原殷臣，曾事纣王，向纣谏言75条，而纣王不听。闻周文王昌贤，乃归之。文王任以公卿，封于长子（今属山西）。《汉书·艺文志》著其录《辛甲》29 篇。今佚。